# Tempio di Na Tcha
Il tempio di Na Tcha (in portoghese: templo de Na Tcha; in lingua cinese: 大三巴哪吒廟) venne eretto nel 1888 a San Antonio, a Macao, vicino alle rovine della cattedrale di San Paolo, e dedicato alla divinità della religione popolare cinese Na Tcha. In parte ricostruito nel 1910, dal 2005 l'edificio fa parte del centro storico di Macao, inserito nella lista dei patrimoni dell'umanità dell'UNESCO.
Il piccolo tempio tradizionale cinese è composto da un portico di entrata attraverso il quale si accede ad una sola camera che misura 8,4 metri di lunghezza e 4,51 metri di larghezza. L'edificio è dipinto di grigio e con poche decorazioni, a parte i dipinti che possono essere ammirati sotto il portico. Il tetto arriva fino a 5 metri di altezza ed è stato realizzato seguendo lo stile tradizionale yingshan. Sulla cresta del tetto sono stati poste delle sculture in ceramica raffiguranti degli animali, che secondo la tradizione cinese hanno il compito di proteggere l'edificio.